# Myrmarachne maxillosa septemdentata
Myrmarachne maxillosa là một phân loài nhện trong họ Salticidae.
Loài này thuộc chi Myrmarachne. Myrmarachne maxillosa septemdentata được Embrik Strand miêu tả năm 1907.